# 長腹瘦獅子魚
長腹瘦獅子魚，為輻鰭魚綱鮋形目杜父魚亞目獅子魚科的其中一種，分布於西南太平洋紐西蘭Chatham海脊，棲息深度1054-1058公尺，體長可達7.7公分，為深海底棲性魚類，屬肉食性，生活習性不明。

## 擴展閱讀
維基物種上的相關：長腹瘦獅子魚